# 莫寧森 (愛荷華州)
莫寧森（英語：Morning Sun）是一個位於美國愛荷華州路易莎縣的城市。

## 地理
莫寧森的座標為41°05′43″N 91°15′13″W / 41.09528°N 91.25361°W，而該地的平均海拔高度為230米（即755英尺）。

## 人口
根據2010年美國人口普查的數據，莫寧森的面積為2.07平方千米，當中陸地面積為2.07平方千米，而水域面積為0.00平方千米。當地共有人口836人，而人口密度為每平方千米403人。